# 耿湾乡
耿湾乡，是中华人民共和国甘肃省庆阳市环县下辖的一个乡镇级行政单位。

## 行政区划
耿湾乡下辖以下地区：
张台村、黑城岔村、郝东掌村、潘掌村、万湾村、许掌村和郜庄村。